# قصر بازی رشت
پارک قصر بازی یکی از پارک‌های شهر رشت بوده که سومین پارک مکانیزهٔ شهر رشت و اولین پارک مسقف شمال ایران می‌باشد. قصر بازی در فروردین ۱۳۹۰ به طور رسمی افتتاح شد.
تلفن‌های مجموعه: ۳۴۴۹۱۲۰۶ الی ۳۴۴۹۱۲۰۹ با پیش شماره ۰۱۳ شهر رشت و استان گیلان.

## تاریخچه
پروژه ساخت اولین و تنها پارک تفریحی سرپوشیده شمال کشور در سال ۱۳۸۷ با بررسی لازم و تهیه زمین مناسب در جاده رشت به انزلی آغاز شد. فاز اول مجموعه قصر بازی در زمینی به مساحت ۴۵۰۰۰ متر مربع و زیربنای پوشیده ۷۵۰۰ متر مربع و در دو طبقه ساخته شده‌است. مجموعه قصر بازی در فروردین ۱۳۹۰ به‌طور رسمی افتتاح گردید.
طراحی این مجموعه توسط جناب آقای دکتر رئیس سمیعی صورت گرفته است.

## امکانات
مرکز بازی‌های شاد و هیجان انگیز در دو طبقه با مساحت ۵۰۰۰ متر مربع

کافی شاپ مرکزی

سالن بولینگ با ۱۲ خط استاندارد ورزشی

سالن بیلیارد با ۵ میز استاندارد

رستوران با تراس

آمفی تئاتر با ظرفیت بیش از ۱۰۰ نفر برای جشنهای تولد و سایر مراسمهای خانوادگی، مهد کودک‌ها و دیگر مراسم فرهنگی

کافی شاپ کلاه‌فرنگی کنار برکه

پارکینگ برای ۳۰۰ خودرو